# Heterorhabdus tuberculus
Heterorhabdus tuberculus är en kräftdjursart som beskrevs av Mungo Park 2000. Heterorhabdus tuberculus ingår i släktet Heterorhabdus och familjen Heterorhabdidae. Inga underarter finns listade i Catalogue of Life.